# Hani Moulki
Hani Moulki (en arabe : هاني الملقي, Hāni Al-Mulki), né le 15 octobre 1951 à Amman, est un diplomate et homme d'État jordanien, Premier ministre du 1er juin 2016 au 14 juin 2018.

## Biographie
Nommé en 2016, il démissionne le 4 juin 2018 à la suite de manifestations.